# Дзасежев, Хазраталий Олиевич
Хазрата́лий Олие́вич Дзасе́жев (род. 9 апреля 1964 года, село Залукодес, Зольский район, Кабардино-Балкарская АССР, СССР) — российский религиозный и общественный деятель. Муфтий, председатель Духовного управления мусульман Кабардино-Балкарской Республики с 20 декабря 2010 года. 

## Биография
Родился 9 апреля 1964 года в селе Залукодес Зольского района КБАССР. 
В 1979 году окончил среднюю школу в родном селе и поступил в Нальчикское медицинское училище по специальности «фельдшер». 
В 1984 году окончил учёбу и до 1986 года проходил службу в рядах Советской армии. 
С 1986 по 1989 года работал на станции скорой помощи ЗЦРБ в Нальчике. 
С 1989 по 1992 года учился в Бухарском медресе «Мир-Араб». 
В 1992 году избран имамом родного села Залукодес. 
В 1993 году избран раис-имам Зольского района.
В 1998 году поступил в Институт Ислама имени Имама Шамиля в селении Дылым в Дагестане и успешно окончил его в 2003 году.
В 2004 году избран заместителем председателя ДУМ КБР по связям с религиозными организациями.
С 2004 по 2009 года учился в Исламском институте при ДУМ КБР (ныне Северо-Кавказский Исламский университет имени Абу Ханифы). Затем проходил учёбу в ПГЛУ в факультете «Госслужба и управление». 
20 декабря 2010 года после убийства муфтия Анаса Пшихачева, избран исполняющим обязанности председателя ДУМ КБР. 
15 марта 2011 года на VI съезде ДУМ, избран председателем (муфтием) Духовного управления мусульман Кабардино-Балкарской республики. 

## Семья
Женат и воспитывает двух сыновей. 

## Награды
- Почётная грамота Президента Российской Федерации (4 сентября 2023 года) — за большой вклад в гармонизацию межрелигиозных и межнациональных отношений[1].